# Експедиція: Бісмарк
«Експедиція: Бісмарк» (англ. Expedition: Bismarck) — документальний фільм 2002 року, що вийшов на телеканалі Discovery Channel. Продюсерами стрічки стали Ендрю Вайт та Джеймс Камерон, режисерами Джеймс Камерон та Гері Джонстон, озвучення виконав американський актор Ленс Генріксен. У фільмі розповідається про підводну експедицію на німецький лінкор Бісмарк та проводиться реконструкція подій, які призвели до затоплення судна під час Другої світової війни.